# Вельк, Николай Карлович
Николай Карлович Вельк (1873 — ?) — русский  военный  деятель,  полковник (1906); генерал-майор (1919). Герой  Первой мировой войн, участник  Гражданской войны на стороне Белой армии.

## Биография
Сын отставного генерал-майора Карла Андреевича Велька.
В службу вступил  в 1881 году  окончания Нижегородского кадетского корпуса. В 1883 году после окончания Павловского военного училища по II разряду произведён в прапорщики и выпущен в  Колыванский 40-й пехотный полк. В 1884 году произведён  в подпоручики, в 1888 году в поручики, в 1894 году в штабс-капитаны.
В 1894 году переведён в Санкт-Петербургский лейб-гвардии полк с переименованием в штабс-капитаны гвардии. В 1900 году произведён в капитаны гвардии — командир роты Санкт-Петербургского лейб-гвардии полка. В 1906 году произведён в полковники. С 1913 года командир 12-го стрелкового полка.

С 1914 года участник Первой мировой войны во главе своего полка, был ранен. Высочайшим приказом от 10 ноября 1915 года за храбрость награждён Георгиевским оружием: 
За то, что в бою 27-го августа 1914 года у фольварка Дебианка с полком и батареей, составляя авангард бригады, с выдающимся упорством и мужеством, под сильным ружейным и пулемётным огнём, занимая ряд последовательных позиций, отражал наседавшего на широком фронте противника и, не дав себя окружить, выручил из тяжёлого положения главные силы бригады
С 1915 года в резерве чинов при штабе Киевского военного округа. С 1917 года помощник начальника и начальник 32-й пехотной запасной бригады, начальник гарнизона города Челябинска.
После Октябрьской революции с 1918 года служил в войсках Временного Сибирского правительства — командир Уральской запасной отдельной бригады и начальник гарнизона города Челябинска, командир 1-й Уральской кадровой бригады горных стрелков. С 1919 года генерал-майор — командир 11-й Уральской стрелковой дивизии и временно командующий 6-м Уральским армейским корпусом, начальник Челябинского и Уфимского гарнизонов и помощник командующего Курганского военного округа по военно-административной части. С 1920 года помощник командующего Восточного фронта по военно-административной части. В 1920 году взят в плен частями красной армии, был освобождён, жил в Омске. Репрессирован в 1927 году, реабилитирован в 1993 году постановлением прокуратуры Омской области.

## Награды
- Орден Святого Станислава 3-й степени  (ВП 1897)
- Орден Святой Анны 3-й степени с мечами и бантом (ВП 1914)
- Орден Святого Станислава 2-й степени  с мечами (ВП 1915)
- Орден Святой Анны 2-й степени с мечами (Мечи — ВП 08.04.1916)
- Орден Святого Владимира 4-й степени  с мечами и бантом (ВП 1914)
- Орден Святого Владимира 3-й степени  с мечами  (ВП 28.02.1915)
- Высочайшее благоволение (ВП 14.05.1915)
- Георгиевское оружие  (ВП 10.11.1915)